# سیگار کاوالو
کاوالو (انگلیسی: Cavallo) یک برند سیگار است که با منشأ امارات متحده عربی و تحت مالکیت شرکت Gulbahar Tobacco International تولید و گاهی در کشورهایی مانند ایران تولید یا بسته‌بندی می‌شود.

## تاریخچه و مالکیت
برند کاوالو تحت مالکیت Gulbahar Tobacco International قرار دارد، گروهی که محصولات دخانیاتی را در مناطق آزاد امارات تولید می‌کند . این برند در ابتدا بیشتر در فروشگاه‌های بازار سیاه یا آزاد اروپا و آسیا مشاهده می‌شد و به‌تدریج به بازارهای رسمی نیز وارد شد. در برخی کشورها مانند ایران مدل‌هایی با تولید محلی عرضه شده‌است (مثلاً مدل Clip & Go تولید داخل ۲۰۲۴) 

## انواع محصولات
از انواع شناخته‌شدهٔ این برند می‌توان به موارد زیر اشاره کرد:
- Cavallo Clip Go
- Cavallo Silver
- Cavallo Mango[۳]
- Cavallo Black
- Cavallo Ice[۴]

یکی از مدل‌های معروف این برند به نام Cavallo Black Velvet شناخته می‌شود. این مدل در بسته‌های بزرگ (۲۰۰ نخ) و با قطران حدود ۵ میلی‌گرم و نیکوتین حدود ۰.۴–۰.۵ میلی‌گرم تولید می‌شود .

### Cavallo Clip & Go (بلوبری)
مدل Clip & Go نسخه اسلیم با طعم بلوبری است که در ایران نیز تولید می‌شود. مشخصات آن به صورت زیر است :
- نیکوتین: ۰.۴ میلی‌گرم
- قطران: ۵ میلی‌گرم
- نوع فیلتر: LSS با دو ردیف روزنه هوا و کپسول بلوبری قابل ترکاندن
- طراحی درب: فشاری-لغزنده
- بسته‌بندی کارتونی ۲۰ نخ در پاکت‌های هارد مقوایی
- مدل وارداتی بدون هشدار سیگار در برخی نسخه‌ها

## ویژگی‌ها
- تمرکز بر طعم‌دار کردن (مثل مدل بلوبری)
- طراحی اسلیم با فیلترهای LSS برای کاهش بوی بد
- بسته‌بندی خاص با درب لغزنده در مدل Clip & Go
- تولید محلی در ایران برای برخی مدل‌ها مانند Clip & Go